# Jonathan Knight
Jonathan Rashleigh Knight, född 29 november 1968 i Worcester, Massachusetts, USA, är en av medlemmarna i New Kids on the Block. Han är bror till Jordan Knight som också är medlem i NKOTB.
Han deltog i The Amazing Race säsong 26 tillsammans med sin pojkvän, Harley Rodriguez.

## Diskografi

### Med New Kids on the Block
Studioalbum
- 1986 – New Kids on the Block
- 1988 – Hangin' Tough
- 1989 – Merry, Merry Christmas
- 1990 – Step by Step
- 1994 – Face the Music
- 2008 – The Block
- 2013 – 10

EP
- 2017 – Thankful

Singlar (topp 10 på Billboard Hot 100)
- 1988 – "Please Don't Go Girl" (#10)
- 1988 – "You Got It (The Right Stuff)" (#3)
- 1989 – "I'll Be Loving You (Forever)" (#1)
- 1989 – "Hangin' Tough" (#1)
- 1989 – "Cover Girl" (#2)
- 1989 – "Didn't I (Blow Your Mind This Time)" (#8)
- 1989 – "This One's for the Children" (#7)
- 1990 – "Step by Step" (#1)
- 1990 – "Tonight" (#7)

### Med NKOTBSB
Samlingsalbum
- NKOTBSB (New Kids on the Block & Backstreet Boys) (2011)